# Johannes Jaenicke (Chemiker)
Johannes Jaenicke (* 5. April 1888 in Guben; † 2. Oktober 1984 in Frankfurt am Main) war ein deutscher Chemiker und enger Mitarbeiter Fritz Habers.

## Leben und Wirken
Johannes Jaenicke kam 1888 in Guben als Sohn eines Kaufmanns und Konkursverwalters zur Welt. Er studierte zunächst Archäologie, Philosophie und Kunstgeschichte, wandte sich dann aber unter dem Einfluss von Arthur Rosenheim der Chemie zu. In seinen ersten wissenschaftlichen Arbeiten und seiner Doktorarbeit befasste er sich mit den Heteropolysäuren.
Nach einer Verwundung im Ersten Weltkrieg gelangte er 1916 an das Kaiser-Wilhelm-Institut in Berlin. Dort war er zunächst in der Entwicklungsabteilung für Gasschutzfragen tätig. Einige Zeit später wurde Fritz Haber auf ihn aufmerksam, und Jaenicke begann mit Haber auf dem Gebiet der Goldgewinnung aus Meerwasser zu forschen. Jaenicke, den mit Haber eine enge persönliche Freundschaft verband, leitete die dieser Aufgabe gewidmete Arbeitsgruppe M. Jaenicke entwickelte unter anderem die erforderlichen Analyseverfahren; sein Beitrag auf diesem Gebiet wurde von dem Nobelpreisträger Richard Willstätter als sehr bedeutend eingestuft.
1926 trat Jaenicke eine Stelle bei der Metallgesellschaft in Frankfurt am Main an, blieb jedoch auswärtiges Mitglied des Kaiser-Wilhelm-Instituts. Zu seinen Aufgaben bei der Metallgesellschaft gehörten unter anderem der Aufbau einer industriellen Anlage zur Zinkelektrolyse und die Kautschukveredelung. Jaenicke ist Erfinder in zahlreichen Patenten des Unternehmens.
Nach der Machtergreifung 1933 musste Jaenicke, der dem Nationalsozialismus ablehnend gegenüberstand, nennenswerte Beeinträchtigungen seiner Karriere hinnehmen. Im Zweiten Weltkrieg wurde er zur Überwachung einer Zinkhütte nach Odda in das von Deutschland besetzte Norwegen versetzt.
Im Herbst 1945 kehrte er nach Deutschland zurück und nahm seine Tätigkeit für die Metallgesellschaft wieder auf. Dort leitete er zunächst die Literarische Abteilung und wurde dann Leiter der wissenschaftlichen Labors des Unternehmens. Diese Stellung hatte er bis zu seiner Pensionierung 1958 inne.
Nach seiner Pensionierung arbeitete er an einer Biografie Fritz Habers, wozu er bereits Anfang der 1950er Jahre von Familienangehörigen Habers und ehemaligen Kollegen aufgefordert worden war. Er trug umfangreiches Material zusammen; das endgültige Werk entstand jedoch nicht. Die Dokumentensammlung ist heute im Bestand des Archivs der Max-Planck-Gesellschaft. Jaenicke und seine Ehefrau Erna verfassten den 1966 erschienenen Artikel zu Fritz Haber in der Neuen Deutschen Biographie.
Johannes Jaenicke starb am 2. Oktober 1984 im Alter von 96 Jahren in Frankfurt am Main.

## Familie
Jaenicke war mit Erna, geb. Buttermilch (1895–1961), verheiratet. Das Paar hatte vier Kinder, darunter den Physikochemiker Walther Jaenicke (1921–2010), den Biochemiker Lothar Jaenicke (1923–2015) und den Biophysiko-Chemiker Rainer Jaenicke (1930–2016). Der Schauspieler Hannes Jaenicke ist ein Enkel Johannes Jaenickes.

## Ehrungen und Mitgliedschaften
Jaenicke war von 1922 bis 1984 Mitglied der Bunsen-Gesellschaft und dort von 1953 bis 1956 und von 1960 bis 1963 Mitglied des Ständigen Ausschusses der Gesellschaft. Zudem war er langjähriges Mitglied der Gesellschaft Deutscher Chemiker, der Deutschen Chemischen Gesellschaft und des Vereins Deutscher Chemiker.

## Veröffentlichungen (Auswahl)
1. ↑  
Arthur Rosenheim, Johannes Jaenicke: Über die Hydrate einiger Heteropolysäuren. (Zur Kenntnis der Iso- und Heteropolysäuren. VI. Mitteilung.). In: Zeitschrift für anorganische Chemie. Band 77, Nr. 1, 10. September 1912, S. 239–251, doi:10.1002/zaac.19120770117.
2. ↑  
Johannes Jaenicke: Kritische Untersuchungen über die Konstitution der Heteropolysäuren. Berlin 1917 (Dissertation).
3. ↑  
F. Haber, J. Jaenicke: Beitrag zur Kenntnis des Rheinwassers. In: Zeitschrift für anorganische und allgemeine Chemie. Band 147, Nr. 1, 17. August 1925, S. 156–170, doi:10.1002/zaac.19251470116.
4. ↑  
F. Haber, J. Jaenicke, F. Matthias: Über die angebliche Darstellung »künstlichen« Goldes aus Quecksilber. In: Berichte der deutschen chemischen Gesellschaft. Band 59, Nr. 7, 7. Juli 1926, S. 1641–1648, doi:10.1002/cber.19260590743.
5. ↑  
Johannes Jaenicke: Habers Forschungen über das Goldvorkommen im Meerwasser. In: Naturwissenschaften. Band 23, Nr. 4, 1. Januar 1935, S. 57–63, doi:10.1007/BF01497020.
6. ↑  
Erna Jaenicke, Johannes Jaenicke: Haber, Fritz Jacob. In: Neue Deutsche Biographie (NDB). Band 7. Duncker & Humblot, Berlin 1966, ISBN 3-428-00188-5, S. 386–389.